# Herpysma
Herpysma é um género botânico pertencente à família das orquídeas (Orchidaceae).